# Louis Dolivet
Louis Dolivet (Geburtsname: Ludovic Brecher; * März 1908; † August 1989 in London) war ein französischer Publizist, Filmkritiker und Filmproduzent.

## Leben
Der als Ludovic Brecher geborene Dolivet, der bis 1949 mit der Filmschauspielerin Beatrice Straight verheiratet war, begann Mitte der 1950er als Filmproduzent beziehungsweise Co-Produzent und produzierte einige Filme wie Herr Satan persönlich (1955) von Orson Welles, Mein Onkel (1958) von Jacques Tati sowie Gefährliches Pflaster (1960) von Marcel Carné.
Daneben war er auch als Filmkritiker und Publizist tätig.

## Filmografie (Auswahl)
- 1955: Herr Satan persönlich (Mr. Arkadin)

## Quelle
- Fischer Weltalmanach 1991, Frankfurt am Main 1990, ISBN 3-596-19091-6, Spalte 1100

| Personendaten    | Personendaten                                           |
| ---------------- | ------------------------------------------------------- |
| NAME             | Dolivet, Louis                                          |
| ALTERNATIVNAMEN  | Brecher, Ludovic (Geburtsname)                          |
| KURZBESCHREIBUNG | französischer Publizist, Filmkritiker und Filmproduzent |
| GEBURTSDATUM     | März 1908                                               |
| STERBEDATUM      | August 1989                                             |
| STERBEORT        | London                                                  |